# Bertil Hult
Bertil Hult (sinh năm 1941) là một doanh nhân người Thụy Điển thành lập tổ chức giáo dục EF Education First, vào năm 1965. Năm 1971, ông chuyển từ Thụy Điển sang Đức, và vào năm 1977, ông thành lập trụ sở chính của EF tại Lucerne, Thụy Sĩ, nơi ông hiện đang sống. Ông là giám đốc điều hành của công ty cho đến năm 2002 và là chủ tịch cho đến năm 2008. Ngày nay, ông nghỉ bán hưu. Hai người con trai lớn nhất của ông, Philip Hult và Alex Hult, hiện là đồng chủ tịch của công ty và con trai thứ ba của ông, Edward Hult, là CEO của EF Educational Tours. Dưới sự giám sát của Bertil Hult, EF đã phát triển thành một tập đoàn đa tỷ đô la với hơn 40.000 nhân viên tại 53 quốc gia.

## Thuở nhỏ và giáo dục
Bertil Hult sinh ra ở Stockholm. Ông đã nói chuyện thường xuyên về cuộc đấu tranh của mình với chứng khó đọc như một đứa trẻ. Anh bỏ học sau khi học trung học cơ sở và làm cà phê và chạy việc vặt cho một nhà môi giới tàu ở Luân Đôn. Ông đã học nói tiếng Anh trong thời gian này và trở nên tin rằng mải mê là cách tốt nhất để học một ngôn ngữ. Sau khi trở về Thụy Điển và học lại, ông vào Đại học Lund, sau đó bỏ học sau một năm.

## Sự nghiệp
Bertil Hult thành lập EF Education First ở tuổi 23, trong tầng hầm của ký túc xá Đại học ở Lund, Thụy Điển. Ông bắt đầu EF như một tổ chức nghiên cứu ngôn ngữ và du lịch nước ngoài, ban đầu cho học sinh trung học Thụy Điển đi đến Anh để học tiếng Anh. Thời thơ ấu của ông đấu tranh với chứng khó đọc thuyết phục ông rằng mải mê là một cách tuyệt vời để nghiên cứu một ngôn ngữ.
Ông là giám đốc điều hành của công ty cho đến năm 2002, là chủ tịch của nó cho đến năm 2008, và hiện đang nghỉ bán hưu. Dưới sự giám sát của Bertil Hult, EF đã phát triển để trở thành một tập đoàn đa tỷ đô la với hơn 40.000 nhân viên trên 500 trường học và các chương trình giáo dục tại 53 quốc gia khác nhau. EF tiếp tục mở các trường ngôn ngữ trên toàn thế giới, phát triển trường ngôn ngữ trực tuyến (EF Englishtown), phối hợp du lịch sinh viên thay đổi cuộc sống và kinh nghiệm trao đổi quốc tế. EF được liên kết với một trường kinh doanh, Trường Kinh doanh Quốc tế Hult, trước đây là Trường Quản lý Arthur D. Little, được đặt tên theo Bertil Hult.
EF Education First thuộc sở hữu của Bertil Hult và gia đình ông. Forbes ước tính giá trị tài sản ròng của Bertil là 5 tỷ USD tính đến tháng 3 năm 2015.
Năm 2006 ông được bầu làm người Thụy Điển Quốc tế của năm. Vào năm 2012, Bertil Hult đã được Phòng Thương mại Thụy Điển-Mỹ trao Giải thưởng Thương mại Lucia vì những đóng góp của ông trong việc thúc đẩy thương mại tự do giữa Thụy Điển và Hoa Kỳ. Trong năm 2014, Bertil Hult đã được đặt tên là một giải thưởng bởi Diễn đàn Doanh nhân Thế giới. Giải thưởng công nhận "các doanh nhân đặc biệt vì tác động của họ đối với xã hội và khả năng của họ để thay đổi thế giới."

## Công tác từ thiện
Ngoài EF, Bertil Hult đã tham gia vào các tổ chức từ thiện chống lạm dụng thuốc và thúc đẩy giáo dục chứng khó đọc. Năm 1993, ông là thành viên sáng lập của Quỹ Mentor có trụ sở tại Genève, "một tổ chức độc lập, phi chính phủ, không vì lợi nhuận, chính trị" tập trung vào việc hỗ trợ nghiên cứu và các sáng kiến trong phòng chống ma túy. Ông đã từng là chủ tịch và hiện là người được ủy thác cho quỹ này. Bertil Hult cũng hỗ trợ giải Bertil Hult. Bắt đầu từ năm 2003, giải thưởng Bertil Hult đã được trao cho một trường học Thụy Điển mỗi năm một lần, dựa trên sự hỗ trợ của họ cho giáo dục chứng khó đọc.
Bertil Hult cũng tài trợ cho giải thưởng Hult, một giải thưởng trị giá 1 triệu USD cho một cuộc thi trường kinh doanh toàn cầu do Trường Kinh doanh Quốc tế Hult và Sáng kiến Toàn cầu Clinton điều hành. Gần đây, gia đình Hult đã thành lập Quỹ Lớp học Toàn cầu của EF, với mục tiêu giúp xây dựng lại các trường tiểu học ở những khu vực gặp khó khăn.